# Ludovic al II-lea, împărat carolingian
Ludovic al II-lea numit cel Tânăr (n. 1 noiembrie 825 d.Hr. – d. 12 august 875 d.Hr., Brescia, Italia) a fost rege al Italiei din 844 și împărat carolingian al Occidentului din 850 până la moartea sa. A fost fiul cel mare al lui Lothar I. Divizarea teritoriilor tatălui său, Francia de Mijloc, între fiii acestuia, divizare prin care frații lui Ludovic, Lothar II și Carol de Provence, au primit Lotharingia și respectiv Provence, l-a lăsat pe acesta foarte nemulțumit. De la fratele său Lothar al II-lea, Ludovic al II-lea a recuperat o serie de teritorii din Munții Jura, iar la moartea lui Carol a recuperat Provence. Ludovic al II-lea a murit la Ghedi (actualmente în Provincia Brescia).